# Xanthostemon ferrugineus
Xanthostemon ferrugineus är en myrtenväxtart som beskrevs av J.W.Dawson. Xanthostemon ferrugineus ingår i släktet Xanthostemon och familjen myrtenväxter. Inga underarter finns listade i Catalogue of Life.